# 滴滴出行
DiDi（中国語: 滴滴出行 Dīdī Chūxíng 、ディディチューシン、発音 [tɨ́tɨ́ ʈʂʰúɕɪ̌ŋ]、英: Didi Chuxing Technology Co.,）は、中華人民共和国の北京に本社を置き、5億5000万人以上のユーザーと数千万人のドライバーを抱えるハイヤー企業である。 
以前の名称は 嘀嘀打车 Dídí dǎchē　(ディディダァチュ、Didi Dache）と、滴滴快的  Dīdī kuàidī (ディディクゥアイディ、Didi Kuaidi）。同社は、タクシーの手配、自家用車の手配、ライドシェア、自転車シェアリングなどのアプリベースの交通サービス、オンデマンド配送サービス、自動車の販売、リース、融資、メンテナンス、車両運用、電気自動車の充電、自動車メーカーとの共同開発などの自動車サービスを提供している。
日本では2019年より、ソフトバンクとの合弁会社DiDiモビリティジャパンがサービスを行っている。

## 企業概要
「嘀嘀打車（ディディダーアチャー）」と「快的打車（クワイディダーアチャー）」 （中国最大のインターネット企業テンセントとアリババの2社がそれぞれ支援)）のライバル企業同士の合併後の企業価値は約280億ドルと評価された(2016年6月時点)。ディディは2016年8月1日にUberの中国事業を買収した。この買収に続き、滴滴出行の企業価値は500億ドル相当と推定され、中国のインターネット巨人企業3社(アリババ、テンセント、百度)全てから投資を受けた唯一の企業となった。2017年4月、ディディは資金調達ラウンドで55億ドル以上の資金を調達し、世界でも最も価値の高いテクノロジー企業の一つとなった。
滴滴出行は2015年だけで乗車回数14億回を達成し、2016年には1日平均で2000万回以上となり2009年の創業から6年かけて10億回を達成したUberを大幅に上回るなど世界で最も支配的なライドシェア企業となった。
2018年に殺人事件が2件発生し、2014年〜2018年9月に強姦事件が19件発生し、運転手による犯罪の多さおよび会社側の犯罪に対する対応の不十分さが問題になっている。
2021年に個人情報の無断収集問題により中国政府機関によって同社製アプリが中国国内のアプリストアから削除されるなど個人情報管理が問題になっている。

## 歴史

### 嘀嘀打車 (2012年6月～2015年2月)
2012年6月、程維が「小桔科技(オレンジ・テクノロジー)」を設立し、滴滴出行の初期の配車サービスアプリ「嘀嘀打車」が開始された。開始当初はタクシーの即時配車サービス用のアプリであったが、その後に消費者はアプリで翌日の旅行用にタクシーを予約できるようになった。2013年、嘀嘀打車は同社のシリーズB資金調達ラウンドを終え、翌年にシリーズCラウンドを完了した。同年にゴールドマンサックスの元アジアマネージングディレクターの柳青 (ジーン・リウ)がCOO(最高執行責任者)として入社し、翌年に同社の社長になった。

### 嘀嘀快的 (2015年2月～2015年9月)
嘀嘀快的は2015年2月のタクシー配車サービス企業「嘀嘀打車」 (中国の巨大インターネット企業テンセントの支援を受けた)とアリババグループの支援を受けていた「快的打車」の合併の結果誕生した。ロイターが引用したアナリシス・インターナショナルの2013年12月の研究では「嘀嘀打車」がスマートフォンベースのタクシー配車サービス市場(推定約1億5000万の中国人がスマートフォンを使いタクシー配車サービスを利用している)の55%を握っており 、「快的打車」は残りの市場シェアのほぼ全てを握っていた。しかしながら、世界最大の交通市場での成長を維持するために民間投資家から嘀嘀打車が7億ドル、快的打車が6億ドルそれぞれ資金調達したにもかかわらず市場シェアを得るための長引く価格競争で2社の損失が増加していった。2015年の合併のプレスリリースによると、嘀嘀打車と快的打車は別々の経営チームで並行して運営される。
2015年5月時点で、嘀嘀打車は10億人民元(1億6100万ドル)を投じ「易到用车网」のようなスタートアップやUber(中国で3番目のインターネット企業百度が投資)に対して支配的ポジションを固めるために積極的なプロモーションと広告活動を行っていた。これには乗り合い、高級車の配車、指定ドライバーの雇用などの基本のタクシー配車サービスへの追加機能や、障害を持った乗客への特別サービスがあった。2015年6月にCaixinは同社が配車サービス市場のシェア80.2%を占めていると報じた。2015年7月、同社は20億ドルの資金調達ラウンドを完了し同社の手元資金が35億ドル以上に増加した。これは私企業による単一の資金調達ラウンドとしては世界最大規模になり中国モバイルインターネット企業にとっても最大規模となった。この資金調達ラウンドには「Capital International Private Equity Fund」、中国平安保険の一部の「平安ベンチャーズ」などの新規投資家が参加し、「アリババ」「テンセント」「テマセク・ホールディングス」及び「Coatue Management」などの既存株主も参加した。2015年9月までに、配車市場での同社のシェアが私用車では80%、タクシーでは99%となった。
2015年、嘀嘀快的は東南アジアのタクシー配車サービス「Grab Taxi」に投資した。

### 滴滴出行 (2015年9月から)
2015年9月、嘀嘀快的は「滴滴出行(ディディチューシン)」にリブランドされた。2015年12月以降、ディディはGrab、Lyft、Ola及び99と提携関係を結んできた。この提携により自宅でこれらの配車アプリをスマートフォンで使用していた人は、同じアプリを使用して他の3つのネットワークのいずれかに乗車することができる(例：米国でLyftのアプリを使っていた人が、旅行先の中国でLyftのアプリを使って滴滴出行の配車サービスを利用できる)。ディディのUberの中国事業の買収はこの提携に暗雲をもたらす可能性がある。
2016年の初頭から、同社は中国での事業を昨年開始したアメリカのライバル企業Uberとの激しい価格競争に突入した。中国40都市で事業を運営しているUberチャイナとの競争により最近の10億ドルの資金調達ラウンドの後で中国事業の企業価値が80億ドルと評価されたにもかかわらずUberのトラビス・カラニックCEOは同社の中国事業で年間10億ドル以上の損失が出ていると主張した。これは2016年2月のロイターへのメールでUberの中国公式によって認められた。カラニックが「サービスを展開している全ての都市において採算が取れていないが、市場シェアを握っている熾烈な競争相手がいる」と主張したにもかかわらず、滴滴出行の広報担当者はロイターへのメールでUberの主張は誤っており、「小規模の競合相手は不足するドライバーとライダーのネットワークを補うために補助金を貰わなければならない」と答えた。広報担当者は更に滴滴出行が展開する中国の400都市の半分以上で損益分岐点を越えたと述べた。
2016年6月、ディディは45億ドルの資金調達ラウンドを終了した。投資家にはApple、「中国人寿保険」とネット通販企業アリババグループホールディングスの金融子会社「アント・フィナンシャル」などがいた。この資金調達ラウンドは民間企業による世界最大の株式による資金調達となり、ディディによる過去の記録を更新した。加えてディディは招商銀行が用意した25億ドルのシンジケートローンを確保したほか、中国人寿保険から借金で約3億ドルを調達した。
2016年8月1日、滴滴出行がUberの中国事業を350億ドルで買収したと発表した。買収後の滴滴出行の企業価値は350億ドル相当と推定された。契約によりUberは合併会社の株式5.89％分を取得し滴滴出行もUberの少数株を取得する。契約条件下で、程維はUberの取締役になり、トラビス・カラニックはディディの取締役に就任した。
2016年には日常的にディディのプラットフォームで乗車回数2000万回以上を達成した。2015年のディディのプラットフォームの合計乗車回数は14億3000万回を達成していた。
2017年3月28日、ウォール・ストリート・ジャーナル紙はソフトバンクグループが滴滴出行に同社の自動運転技術を後押しするために60億ドル相当の投資を打診していると報じた。資金はソフトバンクの1000億ドルのソフトバンク・ビジョン・ファンドからの拠出が中心となる。2017年4月28日、ディディは同社のグローバル戦略のサポートとAIベースの技術への投資を続けるための55億ドルの資金調達ラウンドの終了を発表した。
2017年12月、Onebox Newsは滴滴出行が2018年に予定しているメキシコ、日本への初の海外進出を前に新たに評価額560億ドルで40億ドルを調達したと伝えた。同社は同年4月にも評価額500億ドルで55億ドルを調達している。
2018年1月、トヨタ自動車の「eパレット」のパートナーになることが発表された。同年2月にはソフトバンクや日産自動車とも提携し、同年4月にトヨタ自動車、フォルクスワーゲン、ルノー・日産・三菱アライアンスなどとライドシェア用の電気自動車を共同開発する企業連合「洪流連盟」（Dアライアンス）を立ち上げた。また、2018年6月には日本進出のためDiDiモビリティジャパンを立ち上げている。
2018年5月6日に、運転手が女性を殺害した事件が発生。2018年5月12日より滴滴出行は業務改善の開始を行った。2018年8月24日、相乗りサービスの運転手が乗客の女性を性的暴行の上、殺害し、金銭を奪う事件が再び発生した。友人を経由して、滴滴出行の顧客サービスセンターに7回救助の連絡したが、滴滴出行は警察への通報などは行わなかった。また、同運転手は、2日前にも事件を起こしていて滴滴出行に通報されていたが、滴滴出行は何もしなかった。過去4年間に、故意殺人事件は2件、強姦事件は19件、強制猥褻事件は9件、行政処罰事件は5件で、まだ立件されていないセクハラ事件が15件発生していた。相乗りサービスが無期限休止になった。2018年9月8日より深夜営業を1週間停止した。
2021年7月4日、個人情報を無断に収集する問題により、中華人民共和国国家インターネット情報弁公室によりアプリを中国国内のアプリストアから外させられた。
2022年7月21日、インターネット情報弁公室は、滴滴がインターネット安全法、データ安全法、個人情報保護法に違反したとして、80億2600万元の罰金を科したと明らかにした。
2023年7月‐9月決済は、2021年以来の黒字となった。向こう２年間に実施される10億ドル（約1520億円）規模の自社株買いプログラムが取締役会に承認されたことも明らかにした。

## サービス
滴滴出行はタクシー、私用車及び指定のドライバーをスマートフォンを通じて雇用できるアプリケーションである。東南アジアに「GrabTaxi」といった同様のアプリが存在する。
中国の400以上の都市の4億人以上にタクシー配車、私用車配車、ヒッチ(ソーシャルライドシェア)、ディディ・ショウファー(お抱え運転手)、ディディ・バス、ディディ・ミニバス、ディディ・テストドライブ、ディディ・カーレンタル、ディディ・エンタープライズ・ソリューションズ, ディディ・ミニバス, DiDi Luxe 及び自転車シェアリングなどのサービスを提供している.
ディディ・タクシー: 380の中国都市で168万人のドライバーが営業している。
ディディ・エクスプレス: 約400都市でExpressPoolオプションと共に運営しており、約200万人の乗客が毎日の通勤に乗り合いサービスを使用している。
ディディ・ヒッチ (ソーシャルライドシェア): ピーク時には都市間と市内間の乗車が毎日220万人に達する。2017年の春節の間、ディディの都市間のヒッチは848万人近くの旅行客を乗せた。
ショーファー: 約200都市で営業している。
エンタープライズ・ソリューション: 約3万社の法人顧客 
テストドライブ: 主要自動車メーカー200社以上と協力し、自動車の所有者P2Pコミュニティーを構築している。
カーレンタル: 2017年1月、ディディは海外旅行に行く中国人旅行者向けの海外自動車レンタルサービスを公式に100ヶ国以上1500都市以上で開始した。
ディディ・バス: 当初は北京と深圳でWeChatベースのトライアルとして2015年に始まった。北京でディディは「考拉班车(カオラ・バス)」の事業を2015年9月に引き継いだ。ディディバスは、2015年10月の正式開始までに、1日に1500台の車両を提供し、約50万人の通勤者を輸送していた。
ディディ・ミニバス: ディディは2016年12月にミニバスの提供を開始し、公共交通機関との間の「最後の3キロメートル」の接続を提供することを目指している。

## 技術
人工知能(AI): ディディは機械学習やコンピュータビジョンを含むAI技術に焦点を置く「ディディ・リサーチ・インスティチュート」を設立した。派遣システムとルート計画を最適化するために数百人の科学者が研究所でディープラーニング技術に取り組んでいる。2017年3月、ディディはカリフォルニア州マウンテンビューに「ディディラボ」を設立した。ディディラボは主にAIベースの安全でインテリジェントな運転技術に注力している。
ビッグデータ運用: 毎日、ディディのプラットフォームは70TB以上のデーターを生成しており、90億以上のルート要求の処理と130億以上のロケーションポイントを生成している。現在ディディは、車上のセンサーからの匿名化されたデータ、道路やストリートからの静的情報及びリアルタイムの出来事をディディの乗車と降車のデータ、旅行、運搬容量と統合したクラウドプラットフォームを構築している。このプラットフォームにより、運搬の需要と供給のバランスを効率的にとることができ、渋滞を大幅に緩和できる。
ディディのビッグデータプログラムの背後にある哲学は、ディディのネットワーク上の車両が適切に派遣されれば交通問題は解決できるという「グレートタイダル戦略」である。

## 従業員
ディディは、様々な分野から優れた才能を持つ若手人材の獲得を目指している。2016年5月時点で約5000人が勤務しており、平均年齢は26歳である。

## リーダー
嘀嘀打車の創業者の一人、程維は2015年の「嘀嘀打車」と「快的打車」の合併以来、滴滴出行のCEOに就任している。 程維は創業前にアリババグループで8年間勤務していた。アリババでは程維は最初の6年間をB2B事業ラインの販売に携わり、残りの2年間でAlipayサービスに携わった。Uberチャイナの買収の後、程維はUberの取締役会のメンバーに就任した。程維は北京化工大学で教養学士の学位を取得している
快的打車のCEO 呂伝偉は、2015年の合併後、程維と共に滴滴出行の共同CEOに就任することが発表された。滴滴出行の経営への呂の実際の関与は不明であり、一部では呂が滴滴出行の株式を売却し、ディディの経営から去ったと推測された。
滴滴出行の現在の社長はゴールドマン・サックス・アジアでの12年間の勤務経験がある柳青である。

## CSR
環境保護: 2015年、同社の相乗り製品を通じて1日に100万台の車旅行を減らし、ガソリン数億リットルを節約し炭素排出量1350万トンを削減していると推定されている。
雇用: ディディは、多数の女性、伝統的なセクターから解雇された労働者、退役軍人など、1700万人以上の柔軟で公平な雇用機会を人々に提供した。全国のリストラ計画下での17の重工業省では、鉱業・鉱工業の元従業員100万人以上がディディの運転手として働いている。さらに、ディディは、革新的な中小企業4000社以上を支援しており、2万以上の仕事を追加で提供している。
多様性: ディディの従業員の40%は女性である。ディディは女性キャリア開発計画と「ディディ女性ネットワーク」の設立を始めた。中国大手インターネット企業では最初の女性指向のキャリア開発プランと報じられた。

## 栄誉
- 2015: ディディはダボス・グローバル・グロース・カンパニーズとして発表された[60]。
- 2016: ディディはフォーチュン誌の「Change the World(世界を変える)」 リストに含まれていた[57]。
- 2016: MITテクノロジーレビューがディディを世界で最も賢い企業50社の一つとした[61]。
- 2016: TechCrunchの第10回年間クランチアワードでディディはベストスタートアップ５社のひとつにノミネートされた[62]。